# Guelfek és ghibellinek
A guelf itáliai politikai párt a 12–14. században. Tagjai a pápák és a német-római császárok között folyt harcokban (invesztitúraharc) a pápákat támogatták a császárpárti ghibellinekkel szemben.

## Eredete
Német források (német krónikások) szerint az 1140-es weisenbergi csata során a szembenálló felek VI. Welf és a Hohenstauf-házból származó III. Konrád német király hadi jelszavaiból: Hie Welf és Hie Waiblingen alakult ki a guelf és a ghibellin kifejezés.

## Történet
A guelfekhez tartoztak általában a jómódú városi kereskedő- és kézművesrétegek az itáliai városállamokban, hosszabb időn át a pápa normann hűbéresei is, köztük Robert Guiscard.
Léteztek mérsékelt és radikálisabb válfajai is például Firenze városában az előbbiek voltak az úgynevezett fehér guelfek az utóbbiak a fekete guelfek. A fehér és a fekete guelfek között bár céljuk azonos volt állandóak voltak az összetűzések.
Elsősorban Itália nagy arisztokrata családjai tartoztak a ghibellinek közé; Rómában a Colonnák, Milánóban a Viscontiak, Veronában a Della Scala család, Urbinoban a Montelfeltro család.
Firenzében a nemesség pártját nevezték ghibellinnek, a néppártot pedig guelfnek.
XII. Benedek pápa betiltotta ezeknek a neveknek a használatát 1334-ben. A 14. században azonban ezek a pártnevek végleg  eltűntek. A ghibellinek fehér rózsát avagy vörös liliomot viseltek címerükben.

## Olasz városállamok pártállása
| Ghibellin városok                                                 | Guelf városok                                             | Változó pártállású városok                                                        |
| ----------------------------------------------------------------- | --------------------------------------------------------- | --------------------------------------------------------------------------------- |
| Arezzo Cremona Forlì Modena Osimo Pisa Pistoia Siena Spoleto Todi | Bologna Brescia Crema Genova Lodi Mantova Orvieto Perugia | Bergamo Ferrara Firenze Lucca Milánó Padova Parma Piacenza Treviso Verona Vicenza |